# 金沢東ゴルフクラブ
金沢東ゴルフクラブ（かなざわひがしゴルフクラブ）は、石川県金沢市にあるゴルフ場。

## 概要
敷地面積108万m2、標高250mの日本ゴルフ振興設計部設計のゴルフ場で、立山連峰と日本海を一望できる。広くゆるやかな大地に鮮やかにレイアウトされた魅力あふれる18ホールのコースが特徴的である。ラウンドスタイルはセルフプレー、乗用カートあり。
1978年7月22日に日本ゴルフ振興株式会社が『金沢国際ゴルフ倶楽部』として開場。以来長らく同社により経営されていたが、その後同社の会社更生手続きにより、2004年にPGMグループ傘下となり、2009年10月8日にチェリーゴルフグループのナンノHDヘ株式を譲渡し経営交代した。これに伴い同ゴルフ場も同日付で『チェリーゴルフクラブ金沢東コース』に改称された。その後、2020年12月15日に明輝建設がチェリーゴルフグループからのチェリーゴルフ金沢東の全株式取得し、その後現名称に改名した。

## 交通アクセス
- E8北陸自動車道小矢部インターチェンジおよび金沢森本インターチェンジから10km以内[2]。